# Кринум
Род Кринум е причислен към сем. Кокичеви и включва многогодишни, цъфтящи, едносемеделни, тревисти растения. Като типичен представител на семейството за подземен орган Кринумът притежава луковица. Родът включва около 180 вида, които са разпространени из тропическите и субтропическите зони по света, включително Южна Африка. Растението се среща често по брега на реки и езера. Ето защо го наричат още блатна лилия. Листата на тези растения са дълги, без ръбове по периферията. Варират от зелен към светлозелен цвят и притежават успоредна нерватура (жилкуване). При различните видове цветовете са розови или бели, понякога белезникави. Притежават по 6 венчелистчета и са събрани по няколко във високо съцветие. При някои представители цветовете притежават камбанковидна форма (например Crinum bulbispermum), докато при други венчелистчетата са изпъкнали назад, но тичинките, а както и плодника стърчат нагоре (като при Crinum kunthianum). В някои части тези растения са оглеждани с цел декоративно значение заради ефектните цветове и обемната листна маса.

## Класификация
Род Crinum (Кринум) включва следните видове:
| - Crinum americanum - Crinum ammocharoides - Crinum asiaticum - Crinum bulbispermum - Crinum buphanioides - Crinum congolense - Crinum crassipes | - Crinum crispum - Crinum darienensis - Crinum erubescens - Crinum graminicola - Crinum jagus - Crinum kirkii - Crinum longifolium | - Crinum macowanii - Crinum moorei - Crinum pedunculatum - Crinum podophyllum - Crinum x powellii - Crinum purpurascens - Crinum viviparum | - Crinum xanthophyllum - Crinum zeylanicum |